# Jak to na wojence ładnie

Jak to na wojence ładnie (« Qu'il est bon de faire la guerre ») est une chanson militaire de 1863 que l'on doit au poète et compositeur polonais Władysław Tarnowski. Elle est considérée comme précurseure de la tradition des chansons de uhlans (Żurawiejka (pl)) dans la cavalerie polonaise.

## Histoire

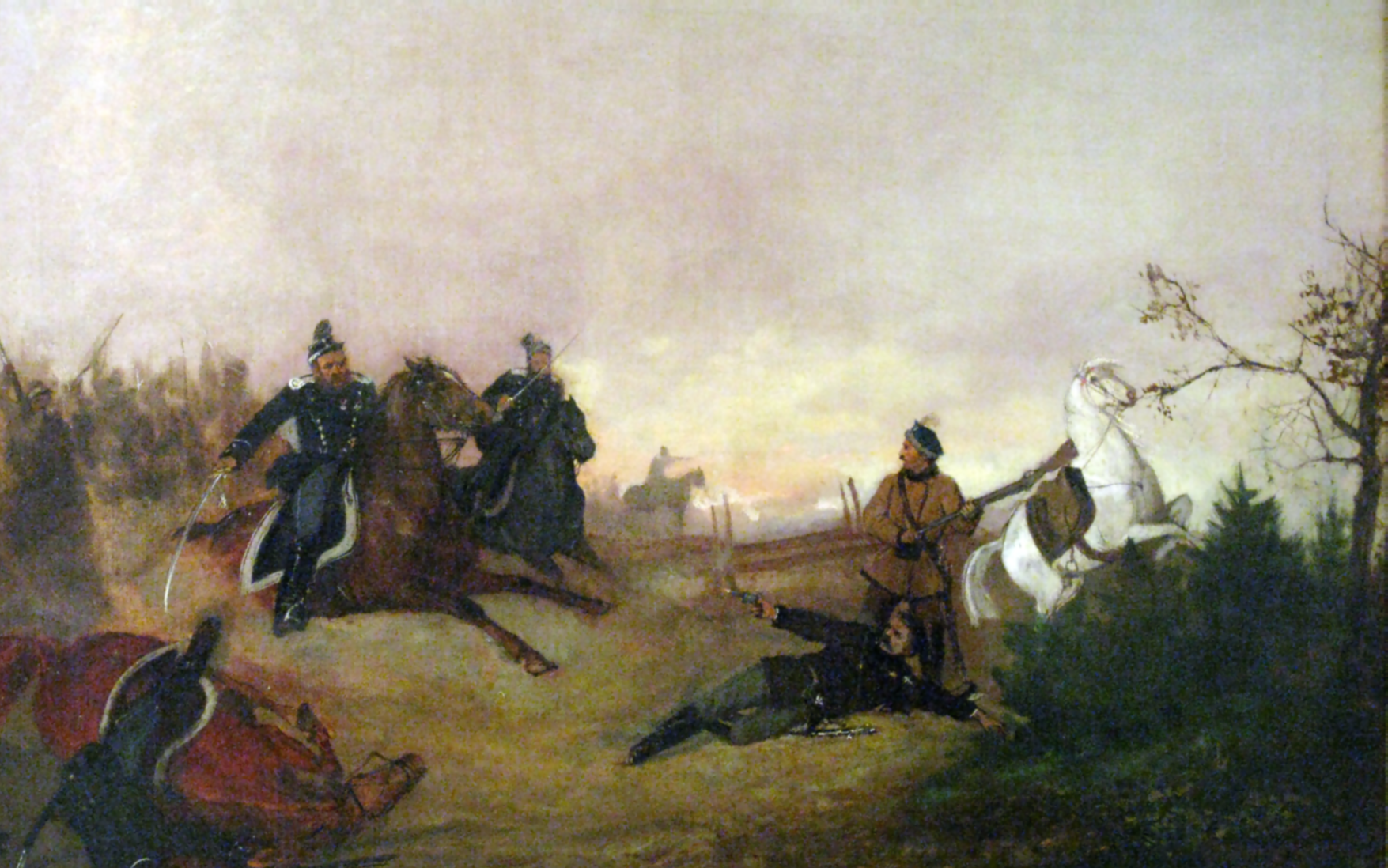
La mort de (1863)

Les origines de la chanson ne sont pas entièrement connues. Selon l'historien de la littérature Wacław Borowy, ses racines se trouvent dans les traditions des complaintes des soldats de la République des Deux Nations et remontent donc au moins au XVIIIe siècle.
Le premier auteur reconnu de la chanson, sous le pseudonyme d'Ernest Buława, est le poète, dramaturge, compositeur et pianiste polonais Władysław Tarnowski. Il l'a composée dans les années 1863-1864, pendant l'insurrection de Janvier, à laquelle il a pris une part active, d'après une chanson folklorique hongroise. La chanson s'intitulait à l'origine « La chanson du soldat » (Pieśń żołnierza). Elle était également connue sous le nom de « Marche des soldats de Langiewicz » (Marsz żołnierzy Langiewicza) car elle devint très populaire parmi les insurgés et fut chantée, entre autres, par les soldats du général Langiewicz et l'unité de Dionizy Czachowski (pl). Après la défaite de l'insurrection, la chanson entre dans la tradition des chansons militaires polonaises et, au fil du temps, son nom familier, tiré du premier couplet des paroles Jak to na wojence ładnie (« Qu'il est bon de faire la guerre »), devient celui sous lequel elle est connue. Par la suite, de nombreuses versions et variantes de cette chanson ont été créées.
Pendant la Première Guerre mondiale, la chanson, après des modifications, était connue sous le nom de « La marche des uhlans » (Marsz ułański) et était chantée par les uhlans des légions polonaises.

## Texte
Le texte original de la chanson fait référence aux événements du soulèvement de janvier :
| Jak to na wojence ładnie, Kiedy ułan z konia spadnie. Koledzy go nie ratują, Jeszcze końmi potratują. Rotmistrz z listy go wymaże, Wachmistrz trumnę zrobić każe.                                                                                             | Comme c'est beau la guerre, Quand un uhlan tombe de son cheval. Ses amis ne le sauvent pas, Ils les piétineront encore avec des chevaux. Le capitaine l'effacera de la liste, Le sergent ordonne qu'on fasse fabriquer un cercueil. |
| A za jego młode lata, Trąbka zagra tra-ta-ta-ta. A za jego trudy, prace, Grały mu kule, kartacze A za jego trudy, lata, Dała ognia cała rota. A my już go pochowali, Requiescat zaśpiewali.                                                                   | Et pour ses jeunes années, La trompette jouera tra-ta-ta-ta. Et pour ses difficultés et son travail, Les balles et la mitraille jouaient sur lui Et pour ses difficultés, ses années, L'escadron entier a tiré. Et nous l'avons déjà enterré, « Requiescat » chantaient-ils.                                                                             |
| Popamiętają Moskale, Jak dostali w skórę w Skale. Ze Staszowa ich wyprzemy, Aż o Kijów się oprzemy. A z kijowskiej okolicy, Pójdziemy do stolicy. Niech pamiętają łajdaki, Jak dzielnie biją Polaki. A dla naszej większej chwały, Vivat sztab i korpus cały. | Les Moskals s'en souviendront, Comment ils ont été touchés à Skała (en). Nous les chasserons de Staszów, Nous nous appuierons sur Kiev. Et de la région de Kiev, Nous irons à la capitale. Que les scélérats se souviennent, Avec quelle bravoure les Polonais se battent. Et pour notre plus grande gloire, Longue vie à tout l'État-Major et au Corps. |